# 山地鳞毛蕨
山地鳞毛蕨（学名：Dryopteris monticola）为鳞毛蕨科鳞毛蕨属下的一个种。其种加词“monticola”意为“栖居在山地的”。